# William Collier, Jr.

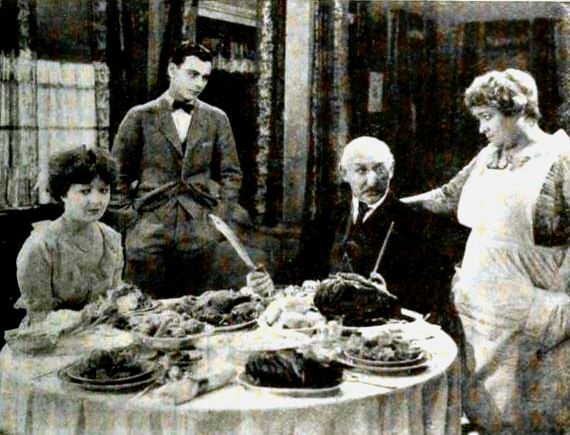
Escena de The Good Provider (1922), con Vivienne Osborne, William Collier, Jr., Vera Gordon, y Dore Davidson

William Collier, Jr. (12 de febrero de 1902 – 5 de febrero de 1987) fue un actor teatral y cinematográfico de nacionalidad estadounidense, a lo largo de cuya carrera actuó en un total de 89 películas.

## Biografía
Apodado "Buster", su verdadero nombre era Charles F. Gall, Jr., nació en la ciudad de Nueva York. Tras divorciarse, su madre, la actriz Paula Marr, se casó con el actor William Collier, Sr., que adoptó a Charles y le dio el nombre de William Collier, Jr.
La experiencia interpretativa de Collier en su infancia, habiendo actuado en escena a los siete años de edad, le ayudó a conseguir su primer papel en el cine a los 14 años de edad, en la cinta The Bugle Call (1916). En los años 1920 llegó a ser un popular primer actor, superó la transición al cine sonoro. Sin embargo, se retiró de la actuación en 1935 y en 1937 fue a trabajar como productor cinematográfico a Inglaterra. A finales de los años 1940 volvió a Estados Unidos, dedicándose a la producción de series dramáticas televisivas. 
William Collier, Jr. falleció en 1987 en San Francisco (California), a causa de una arteriosclerosis.
Por su trabajo en el cine, recibió una estrella en el Paseo de la Fama de Hollywood, en el 6340 de Hollywood Boulevard.

## Selección de su filmografía
- The Bugle Call, de Reginald Barker (1916)
- Back Stage, de Roscoe Arbuckle (1919)
- The Servant Question, de Dell Henderson (1920)
- The Soul of Youth, de William Desmond Taylor (1920)
- Everybody's Sweetheart, de Alan Crosland y Laurence Trimble (1920)
- The Heart of Maryland, de Tom Terriss (1921)
- The Girl from Porcupine
- At the Stage Door
- Cardigan
- The Good Provider
- Secrets of Paris
- Enemies of Women, de Alan Crosland (1923)
- Sinner or Saint
- Loyal Lives
- The Age of Desire
- Pleasure Mad, de Reginald Barker (1923)
- Wine of Youth, de King Vidor (1924)
- Eve's Secret, de Clarence G. Badger (1925)
- God Gave Me Twenty Cents, de Herbert Brenon (1926)
- The College Widow, de Archie Mayo (1927)
- Convoy, de Joseph C. Boyle y Lothar Mendes (1927)
- Tide of Empire, de Allan Dwan (1929)
- New Orleans, de Reginald Barker (1929)
- El show de los shows, de John G. Adolfi (1929)
- The Donovan Affair, de Frank Capra (1929)
- Melody Man, de Roy William Neill (1930)
- Rain or Shine, de Frank Capra (1930)
- The Big Gamble, de Fred Niblo (1931)
- El pequeño César / Hampa dorada (Little Caesar, 1931)
- Cimarrón (1931)
- Street Scene (1931)